# Casa de Piatră
Casa de Piatră falu Romániában, Erdélyben, Fehér megyében.

## Fekvése
Aranyoslápos közelében fekvő település.

## Története
Casa de Piatră korábban Aranyoslápos része volt, 1956 táján vált külön 81 lakossal.
196-ban 90, 1977-ben 75, 1992-ben 63, 2002-ben pedig 55 román lakosa volt.